# Константин Хаджикалчев
Константин Хаджикалчев е български търговец, политик и дарител. Един от най-богатите българи преди Втората световна война.

## Биография
Заедно с Константин Стоилов и Димитър Греков убеждава цар Фердинанд да заеме българския престол след абдикацията на княз Александър Батенберг. След 1917 г. Хаджикалчев се оттегля от политиката и се отдава на благотворителност.
На младини е революционер и член на комитета, който Бенковски основава в Пловдив. Награден е лично от княз Александър Батенберг с най-високото отличие за храброст за това, че под тежък вражески обстрел е пренесъл лично съобщение на полетата на Сливница от квартирата на главното командване до един от фланговете.
Баща му хаджи Калчо Дренски е благодател на училището в село Баба Стана, Ловешко. С Атанас Самоковлиев са първите епитропи (настоятели) на отнетата от гърците през 1859 г. църква „Света Богородица“ в Пловдив.
Внукът му Джон Бризби, син на Лиляна Данова-Бризби, редакторка в Би Би Си, е адвокат, съветник на английската кралица и реставратор на стари къщи в Троянско.
Неговият потомък Стивън Констънт издава книгата „Фердинанд лисицата“.

## Книги
- Спомени. Константин Хаджикалчев (2006), ISBN 954-321-234-1